# Esteira transportadora

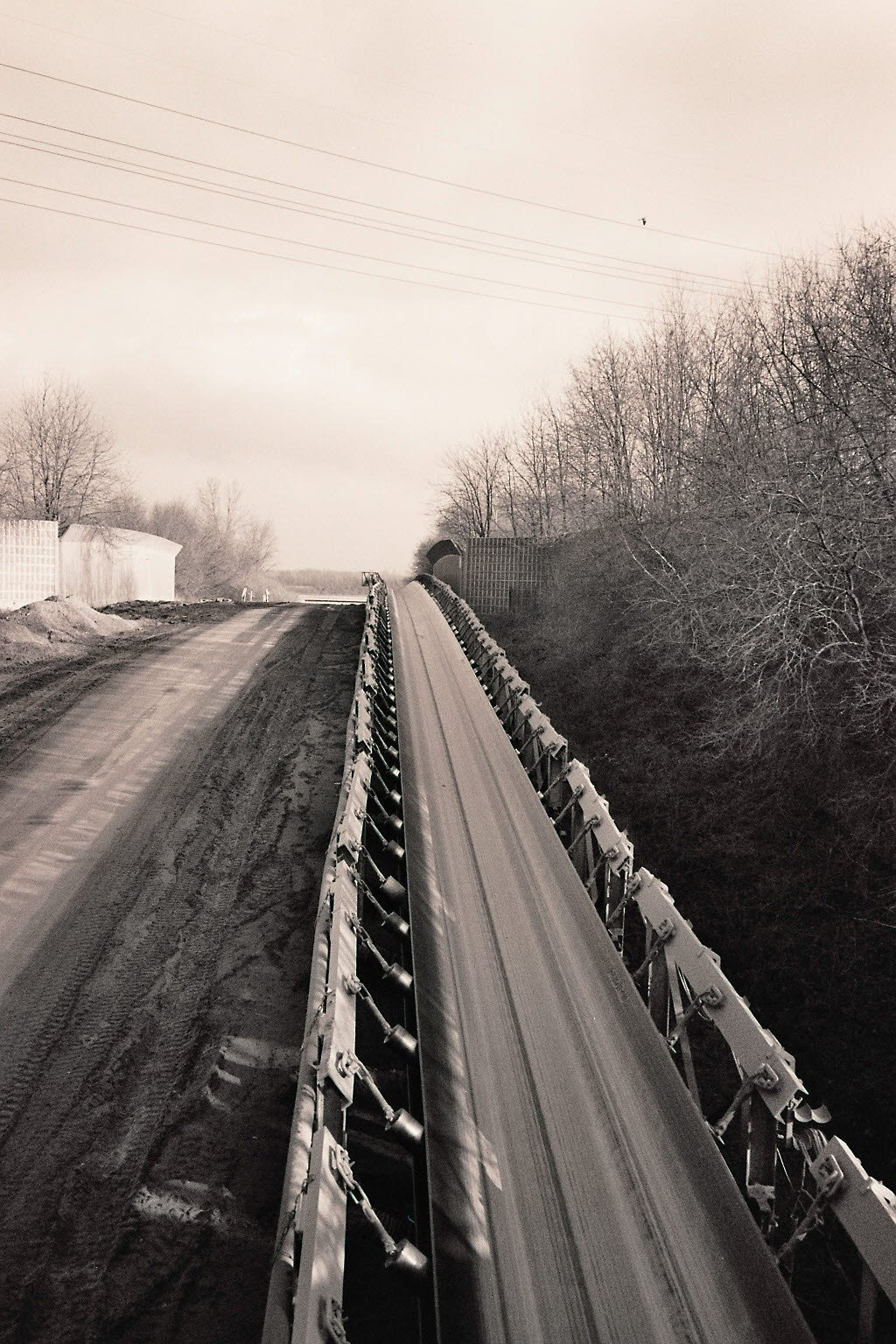
Esteira transportadora numa velha mina de lignito.

Uma esteira transportadora consiste em duas ou mais polias que movimentam uma superfície em que determinados materiais ou objetos são transportados. Ela é muito usada, principalmente na mineração.
Esteiras transportadoras são muito usadas no transporte de sacarias e também na área da construção, podendo-se transportar os materiais (areia, brita, cimento) até o local da construção.
Cada componente de uma esteira transportadora tem um desempenho importante no funcionamento do transportador. Os sistemas de esteiras transportadoras existem desde 1919, e servem para redução de tempo e custos nas indústrias, podendo ser automatizados ou não, dependendo da aplicação que cada indústria necessita.
A composição de uma correia têxtil é formada basicamente por quatro itens: Cobertura superior e inferior de borracha (podendo assim ser resistente a óleos, temperatura e abrasão), carcaça têxtil (antigamente composta de fibras naturais como o algodão, atualmente poliéster e nylon), borracha de ligação e cobertura inferior.

## Componentes

Ponto de contato entre uma correia de transmissão de força e sua polia. Uma correia transportadora utiliza uma correia larga e polias e é sustentada por rolos ou uma bandeja plana ao longo de seu caminho.

### Cobertura superior
Tem como principal característica proteger a carcaça da ação do material transportado, como resistir à abrasão, óleos, substâncias ácidas e alcalinas, calor, alta temperatura e condições específicas, com propriedades especiais de resistência à chama, antiestática, atóxicas, etc.

### Carcaça
Trata-se de um reforço têxtil de fibras sintéticas, cuja característica principal é de resistir à tensão exigida pelo transportador. Está disponível em poliéster/nylon e nylon/nylon, urdume/trama, com características de resistência ao calor com baixo alongamento, ao impacto, contra umidade e mofo, estabilidade dimensional, equilíbrio, flexibilidade e suporte de carga (acamamento) e excelente adesão entre seus componentes de alta qualidade.

### Borracha de ligação
Sua característica principal é interligar as camadas, objetivando perfeita adesão, estabilidade e acamamento.

### Cobertura inferior
Tem como principal característica proteger a carcaça da ação de atrito e abrasão dos tambores e roletes. Geralmente são do mesmo tipo da cobertura superior.